# Harold Robert Millar
Harold Robert Millar (Dumfries, 6 febbraio 1869 – Surrey, 1942), attivo in epoca vittoriana, fu celebre soprattutto come illustratore di libri per l'infanzia.
Originario del Dumfriesshire, suo padre era impiegato presso la Inland Revenue; dopo aver intrapreso inizialmente gli studi di ingegneria civile, decise di seguire la sua vena artistica frequentando la Wolverhampton Art School presso la Birmingham School of Art. Iniziò la sua carriera professionale diventando collaboratore della rivista satirica inglese Punch. Collaborò successivamente ad altre riviste illustrate come Good Works e The Strand, illustrando collane di favole e di libri per l'infanzia scritti da autori del calibro di Robert Louis Stevenson, Rudyard Kipling e Arthur Quiller-Couch. Particolarmente celebre rimane la sua intensa collaborazione con la scrittrice britannica, autrice di libri per bambini, Edith Nesbit. Fu anche autore del fumetto Jungle Land, disegnato nel 1909 per la rivista The Sunday Fairy. Fra le sue opere più popolari occorre annoverare The Golden Fairy Book (1894), The Silver Fairy Book (1895), The Diamond Fairy Book (1897), e The Ruby Fairy Book (1900). 
Fu inoltre illustratore di opere divulgative come Highways and Homes of Japan, pubblicato nel 1910 da Lady Kate Lawson o African Jungle Life, pubblicato nel 1925 e scritto da Arthur Radclyffe Dugmore. Appassionato di arte orientale e collezionista ed esperto di armi esotiche, utilizzò queste sue conoscenze anche all'interno della sua attività di illustratore.

## Riferimenti Bibliografici
- Stephen Pickett, Victorian Fantasy, Waco, Texas, Baylor University Press, 2005; p. xi e segg.
- John Clute e John Grant, The Encyclopedia of Fantasy, New York, Macmillan, 1999; p. 646.
- Marcus Crouch, Treasure Seekers and Borrowers: Children's Books in Britain, 1900–1960, Londra, The Library Association, 1962; p. 15.
- (a cura di) Jack Zipes, The Oxford Companion to Fairy Tales, Oxford, 2002